# Chaetarcturus oligospinis
Chaetarcturus oligospinis là một loài chân đều trong họ Antarcturidae. Loài này được Kussakin miêu tả khoa học năm 1971.